# Фокс Фарм-Колиџ (Вајоминг)
Фокс Фарм-Колиџ (енгл. Fox Farm-College) насељено је место без административног статуса у америчкој савезној држави Вајоминг.

## Демографија
По попису из 2010. године број становника је 3.647, што је 375 (11,5%) становника више него 2000. године.
| Група             | 2000.         | 2010.         |
| Белци             | 2.702 (82,6%) | 2.724 (74,7%) |
| Афроамериканци    | 44 (1,3%)     | 74 (2,0%)     |
| Азијати           | 9 (0,3%)      | 21 (0,6%)     |
| Хиспаноамериканци | 413 (12,6%)   | 721 (19,8%)   |
| Укупно            | 3.272         | 3.647         |